# Bejrút
Bejrút a Libanoni Köztársaság fővárosa és egyben legnagyobb városa. Jelentős közlekedési csomópont, saját földközi-tengeri kikötője és nemzetközi repülőtere van. Az ország közigazgatási rendszerén belül önálló kormányzóságot alkot.
A város széleskörben elterjedt beceneve a "Kelet Párizsa". 

## Földrajz

### Fekvése
Bejrút a Földközi-tenger partján, egy kisebb félszigeten fekszik, mintegy 94 km-rel északra a libanoni-izraeli határtól. A Libanoni-hegység található itt. A város területe nagyjából 100 km², az elővárosokkal együtt. A tengerpartja változatos, homokos partok és meredek sziklák váltakozva követik egymást.

### Éghajlat
Bejrút éghajlata forró mediterrán éghajlat. Az éjszakák és a nappalok is melegek, a nyár szinte csapadékmentes. Az ősz és a tavasz hűvös. Augusztus a legforróbb hónap, a havi átlagos maximum hőmérséklet ilyenkor 32 °C, a január és február pedig a leghidegebb hónap, ekkor a havi átlagos minimum hőmérséklet 11 °C. Az uralkodó szél délután és este főképp nyugati irányú, a Földközi-tenger felől, éjszaka megfordul és a szárazföldről a tenger felé fúj.
Az átlagos éves csapadékmennyiség 893 milliméter, a legtöbb eső télen esik, nyáron nem jellemző. A hóesés is ritka, a hegyvidéki területeken fordulhat csak elő a külvárosokban.
| Hónap                                                | Jan. | Feb. | Már. | Ápr. | Máj. | Jún. | Júl. | Aug. | Szep. | Okt. | Nov. | Dec. | Év   |
| ---------------------------------------------------- | ---- | ---- | ---- | ---- | ---- | ---- | ---- | ---- | ----- | ---- | ---- | ---- | ---- |
| Rekord max. hőmérséklet (°C)                         | 25,0 | 31,0 | 36,0 | 37,0 | 42,0 | 40,0 | 37,0 | 37,0 | 37,0  | 39,0 | 33,0 | 29,0 | 42,0 |
| Átlagos max. hőmérséklet (°C)                        | 17,0 | 17,0 | 19,0 | 22,0 | 26,0 | 28,0 | 31,0 | 32,0 | 30,0  | 27,0 | 23,0 | 18,0 | 24,2 |
| Átlagos min. hőmérséklet (°C)                        | 11,0 | 11,0 | 12,0 | 14,0 | 18,0 | 21,0 | 23,0 | 23,0 | 23,0  | 21,0 | 16,0 | 13,0 | 17,2 |
| Rekord min. hőmérséklet (°C)                         | −1,0 | −1,0 | 2,0  | 6,0  | 10,0 | 13,0 | 18,0 | 17,0 | 16,0  | 11,0 | 5,0  | −1,0 | −1,0 |
| Átl. csapadékmennyiség (mm)                          | 191  | 158  | 94   | 56   | 18   | 3    | 0    | 0    | 5     | 51   | 132  | 185  | 893  |
| Havi napsütéses órák száma                           | 131  | 143  | 191  | 243  | 310  | 348  | 360  | 334  | 288   | 245  | 200  | 147  | 2940 |
| Forrás: BBC Weather, Danish Meteorological Institute |      |      |      |      |      |      |      |      |       |      |      |      |      |

## Történelem

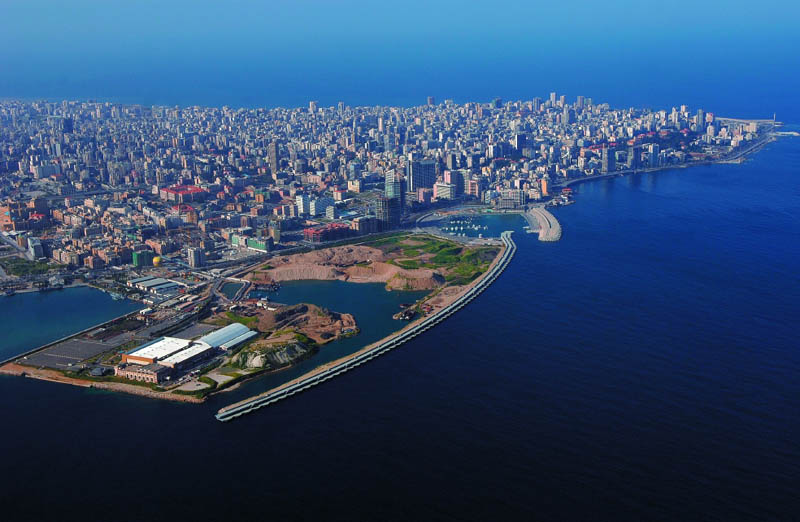
Bejrút a levegőből

A várost és térségét a kánaániták uralták mintegy 13 évszázadig. Ugyancsak innen indult útjára a föníciai nép, majd jártak itt a görögök, majd a rómaiak uralták huzamosabb ideig, később a Szentföld felszabadításáért harcoló keresztesek is elhaladtak itt. Ezek után az arabok hódították meg a vidéket (másodszorra) 1500 körül. Végül a város oszmán uralom alatt állt, egészen addig, amíg az 1920-as évek elején francia mandátum nem lett.
Miután Libanon független lett, a város is fejlődésnek indult. Az 1970-es években kelet Párizsának nevezett városban a 16 évig tartó polgárháború, majd a 2006-os izraeli bombázások is egyaránt súlyos károkat okoztak.
2020. augusztus 4-én egy kikötői robbanás hatalmas károkat okozott és akkor a város mintegy fele súlyosan megsérült. A robbanást még Cipruson is érezni lehetett.

## Demográfia
1932 óta nem volt népszámlálás, így csak különböző becslések vannak a népességre vonatkozóan, amelyek Nagy-Bejrútot tekintve a 2 millió főt is meghaladhatják.
Népességének változása (agglomeráció, ENSZ becslés):
| Év   | Népesség  |
| ---- | --------- |
| 1950 | 322.000   |
| 1960 | 561.000   |
| 1970 | 923.000   |
| 1980 | 1.623.000 |
| 1990 | 1.293.000 |
| 2000 | 1.487.000 |
| 2010 | 1.990.000 |
| 2017 | 2.332.000 |

### Vallás

A Szent György székesegyház és a Mohammad Al-Amin mecset egymás mellett Bejrút központjában.

Bejrút a Közel-Kelet egyik legkozmopolitább városa és vallási felekezetek szerint az egyik legvegyesebb összetételű városa. A városban megtalálható a muzulmán, keresztény, örmény keresztény, zsidó vallás.
Bejrút keleti része többnyire keresztény lakosságú, ahol főleg maroniták, ortodox görögök és örmények laknak, kisebb számban szunnita muszlimok. Bejrút nyugati részén többnyire szunnita muszlimok élnek és kisebb számban drúzok, keresztények és síiták. 

Szent György Maronita Székesegyház és Mohammad Al-Amin Mecset egymás mellett Bejrút belvárosában
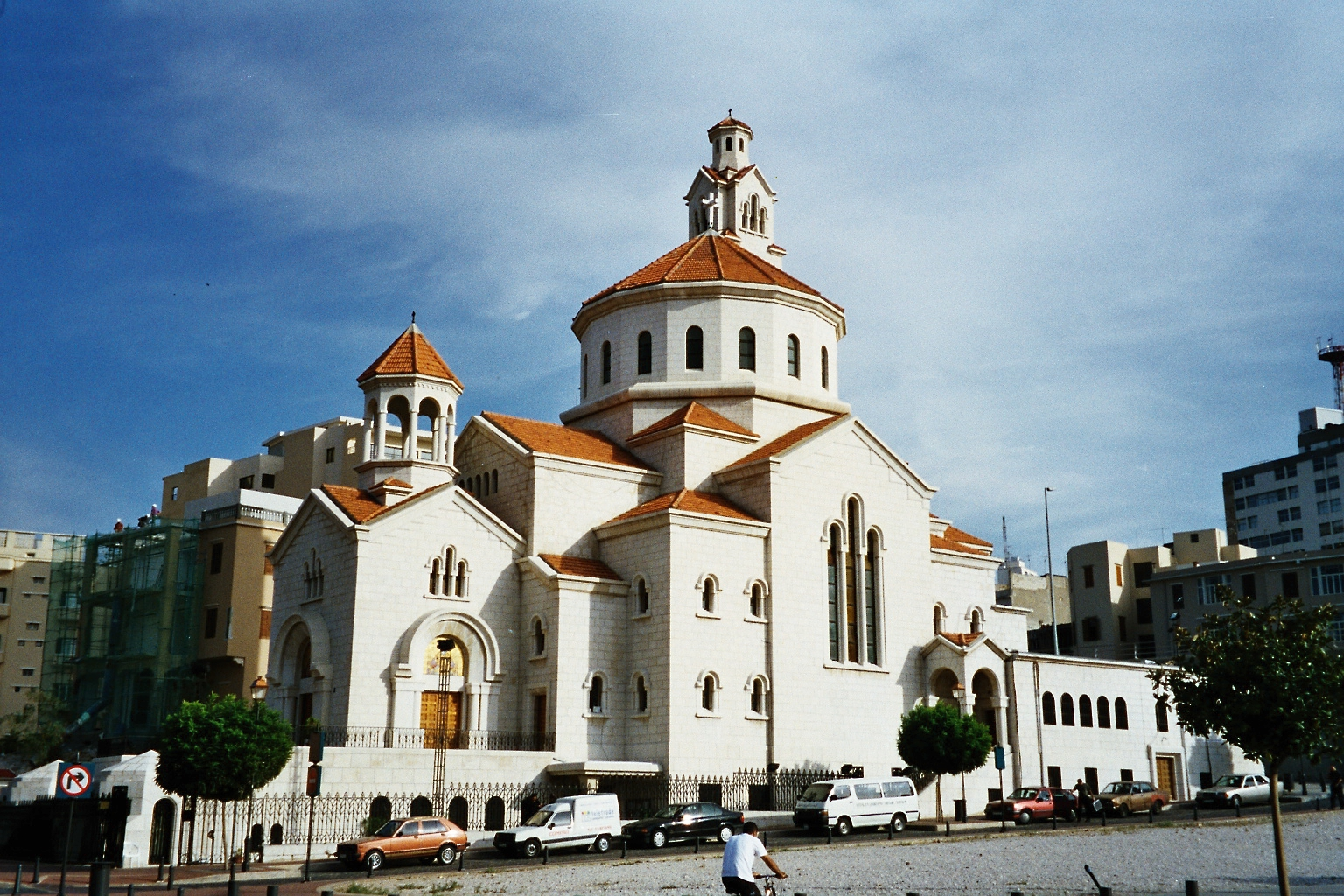
Szent Éliás és Világosító Szent Gergely örmény katolikus székesegyház Bejrút belvárosában
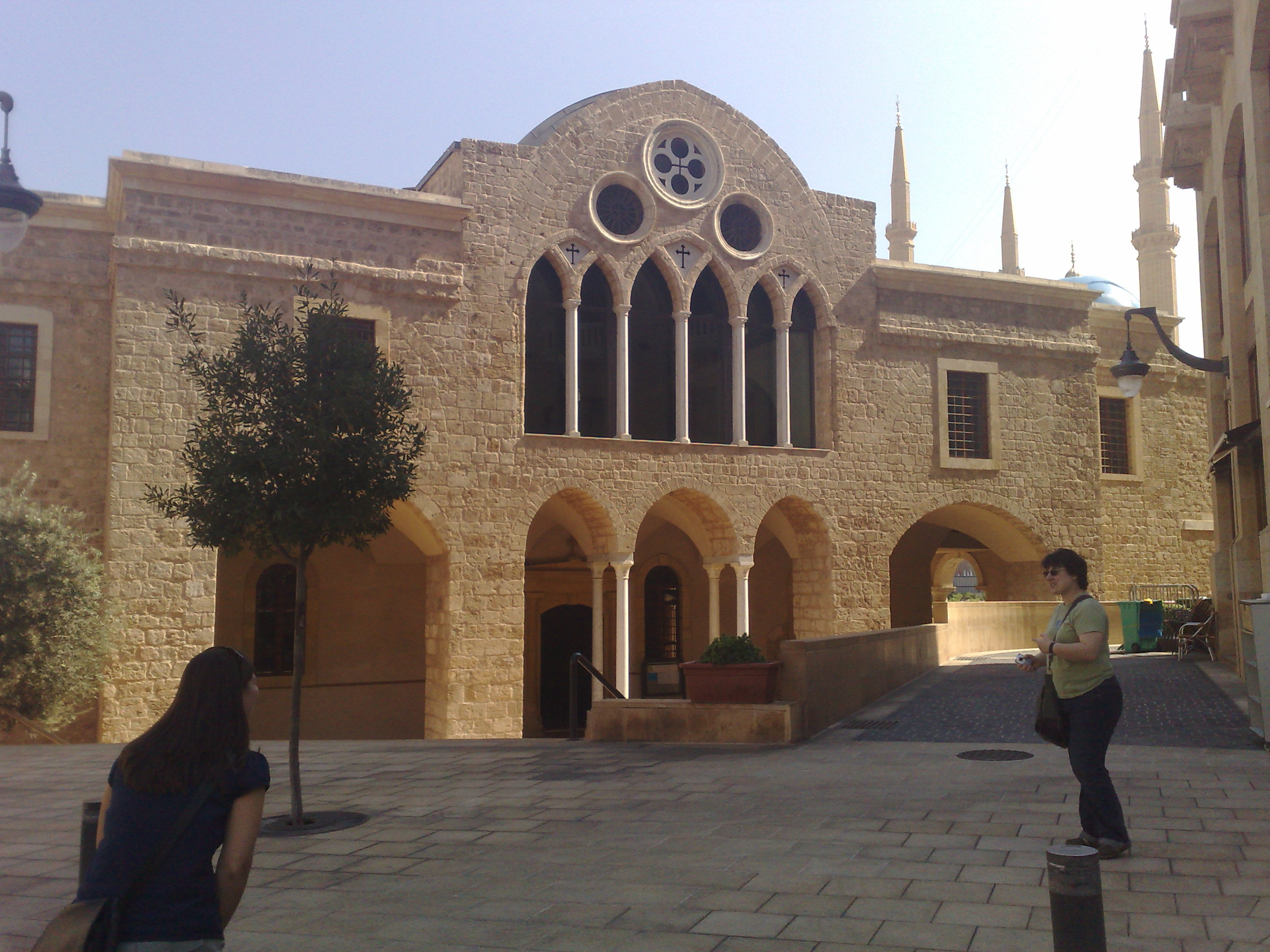
Szent György görög ortodox székesegyház Bejrút belvárosában
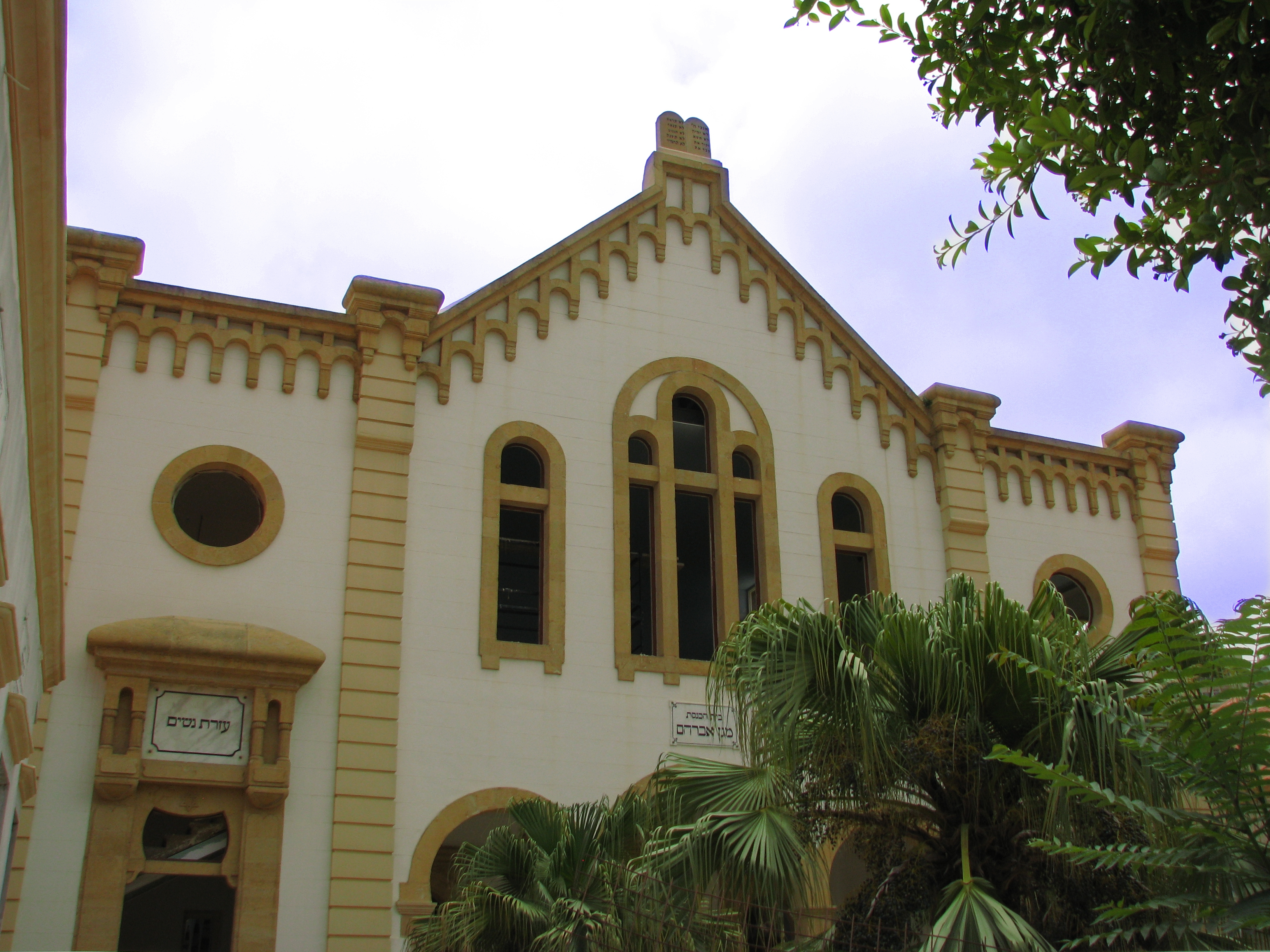
Maghen Abraham zsinagóga Bejrút belvárosában

## Közigazgatás

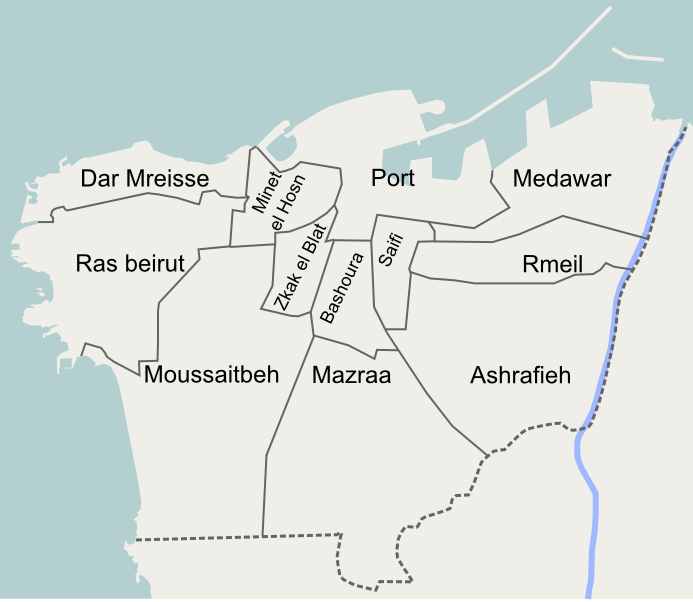
Bejrút 12 körzete

Bejrút 12 körzetre osztott:
- Achrafieh
- Dar Mreisse
- Bachoura
- Mazraa
- Medawar
- Minet El Hosn
- Moussaitbeh (+ Ramlet al-Baida)
- Kikötő (Port)
- Ras Beirut
- Remeil
- Saifi
- Zuqaq al-Blat

|   | Név                    | Hivatalba lépés ideje | Hivatalának vége |
| - | ---------------------- | --------------------- | ---------------- |
| 1 | Nicolas Saba           | 1995                  | 1999             |
| 2 | Yaacoub Sarraf         | 1999                  | 2005             |
| 3 | Nassif Kaloush         | 2005                  | 2008             |
| 4 | Rachid Ammoury Maalouf | 2008                  | 2015             |
| 5 | Dzsamal Itani          | 2016                  |                  |

## A város szülöttei
- Bachir Gemayel, libanoni elnök
- Nicolas Hayek, fizikus, matematikus
- Elias Khoury, libanoni irodalmár
- Gazebo, olasz zenész
- Sayyid Hassan Nasrallah, "Hisbollah" vezetője
- Keanu Reeves, kanadai színész
- Suleman Taufiq, szír irodalmár
- Gabriel Yared, libanoni kompozitor
- Serj Tankian, amerikai énekes
- André Bercoff francia újságíró, író (1940–)
- Mia Khalifa pornószínésznő
- Michael Holbrook Penniman Jr. (MIKA) angol-libanoni énekes
- Antonella Lualdi (1931–2023)), olasz színésznő
- Delphine Seyrig (1932–1990) francia színésznő
- XXI. Rafael Péter örmény katolikus pátriárka (1946–)

## Testvértelepülések
| - Ammán, Jordánia - Athén, Görögország - Bagdad, Irak - Bogotá, Kolumbia - Brest, Franciaország - Kairó, Egyiptom - Damaszkusz, Szíria - Tripoli, Líbia | - Dubaj, Egyesült Arab Emírségek - Iszfahán, Irán - Isztambul, Törökország - Kuvait, Kuvait - Los Angeles, Amerikai Egyesült Államok - Lyon, Franciaország - Marseille, Franciaország | - Mexikóváros, Mexikó - Moszkva, Oroszország - Nicosia, Ciprus - Quebec, Kanada - Rio de Janeiro, Brazília - Split, Horvátország - Strasbourg, Franciaország - Dzsidda, Szaúd-Arábia - Jereván, Örményország - Berlin, Németország |